# Mirlowe y Violeta
Mirlowe i Violeta és una sèrie d'historietes creada el 1986 per l'autor català Raf per a la revista Guai!. Durant el període 1988-1989, el entintat i acolorit s'atribueix també a altres autors englobats sota la signatura "Equipo de Raf".

## Argument i personatges
Igual que la seva coneguda Sir Tim O'theo (1970), es tracta d'una paròdia policíaca, però orientada en aquest cas cap al cinema negre en lloc de Conan Doyle.
Mirlowe és l'antítesi del detectiu creat per Raymond Chandler en tots els aspectes excepte en l'esparracada gavardina i el barret, que idolatra al personatge que interpretava Humphrey Bogart. Al costat de la seva ajudant Violeta, dona de cos i formes en extrem voluptuoses, empedreïda fumadora de puros i enamorada perdudament del seu escanyolit cap, s'enfrontarà a tot un seguit d'rocambolescos casos que tenen lloc a la gran ciutat de Nova York. Igual que en Sir Tim O'theo, apareixen al costat del detectiu tota una col·lecció de personatges secundaris que ajuden a crear situacions generalment relacionades amb la trama principal. Entre els més destacats podem trobar-nos amb el tinent Flanigan i el seu segon, el sergent Picolo, integrants del grup d'investigació criminal al comandament d'un ventrut comissari en cap que no sembla veure amb mals ulls que Mirlowe col·labori amb ells en tots els casos que van sorgint, sobre sobretot si aquest últim es presta a servir d'esquer en les situacions més perilloses. Belinda és la esquifida i soltera prima de Violeta, integrant acèrrima de l'exèrcit de salvació, sempre megàfon en mà i disposada a convertir al bé a totes les pobres ànimes que es creuin en el seu camí.
A cada historieta resolen un cas detectivesc enigmàtic.

## Trajectòria editorial
A l'any 1986 un grup de veterans de la agonitzant Editorial Bruguera decideix acceptar la proposta del Grup Editorial Grijalbo i es posa a dibuixar en les pàgines d'una nova revista que va adoptar el nom de Guai!. A causa de les imposicions que sobre els drets dels personatges exercia l'esmentada Bruguera, aquests autors es van veure obligats a crear noves sèries que captessin ràpidament l'atenció del públic, per la qual cosa no existia res millor que adaptar les velles fórmules a un format renovat i fàcilment recognoscible pels lectors. En el cas que ens ocupa, Raf reprèn arguments i situacions de la seva sèrie més coneguda, Sir Tim O'theo, i els transforma posant en escena tota una patuleia de nous personatges que li permeten prosseguir amb el mateix patró sense massa esforç.
La sèrie mantindrà un ritme de publicació gairebé constant d'unes sis pàgines setmanals fins a l'aparició de l'últim de la publicació el gener de 1990, sent objecte després d'algunes recopilacions en forma de àlbums monogràfics com a part de la col·lecció "Tope Guai!".
Els personatges apareixeran també a l'efímera primera etapa de la revista Yo y Yo, el 1987, protagonitzant una història que queda inconclusa i on Raf dibuixa a diversos dels protagonistes de la sèrie Sir Tim O'theo, anomenats i vestits amb faldilles escoceses per a l'ocasió. El 1989, algunes historietes inèdites continuarien publicant-se a la revista Super Zipi y Zape d'Ediciones B el 1991. En total es van arribar a publicar un total de 17 històries d'unes 46 pàgines cadascuna.
| Número | Any  | Títol                             | Publicació original                           | Recopilació   |
| ------ | ---- | --------------------------------- | --------------------------------------------- | ------------- |
| 1      | 1986 | Los crímenes de Jack el Estibador | Guai! 1 al 8                                  | Tope Guai! 2  |
| 2      | 1986 | Vampiros 86                       | Guai! 9 al 16                                 | Tope Guai! 6  |
| 3      | 1986 | Enanos malévolos                  | Guai! 17 al 24                                |               |
| 4      | 1986 | La Semana Monster                 | Guai! 25 al 32                                |               |
| 5      | 1987 | Vacaciones en el Mar Salado       | Guai! 33 al 40                                | Tope Guai! 14 |
| 6      | 1987 | ¡Vendetta tremebunda!             | Guai! 41 al 49                                |               |
| 7      | 1987 | Los herederos                     | Guai! 50 al 57                                |               |
| 8      | 1987 | Bichos insólitos                  | Guai! 74 al 81                                |               |
| 9      | 1987 | Crímenes bajo cero                | Guai! 82 al 84 i 87 al 91                     |               |
| 10     | 1987 | Los soplagaitas                   | Yo y Yo 01 al 06 (inacabat)                   |               |
| 11     | 1988 | Viviendas modernas                | Guai! 92 al 99                                |               |
| 12     | 1988 | Haberlas haylas                   | Guai! 100 al 103, 105 al 108 i 110 al 113     |               |
| 13     | 1988 | La mosca psé-psé                  | Guai! 114 al 123                              |               |
| 14     | 1988 | El descendiente de Perro Caliente | Guai! 124 al 134                              |               |
| 15     | 1989 | Magia negruzca                    | Guai! 135 al 145                              |               |
| 16     | 1989 | Al que Dios no le da hijos...     | Guai! 146 al 150 i 152 al 157                 |               |
| 17     | 1989 | El fantasma de Lord Pipe          | Guai! 158 al 168                              |               |
| 18     | 1989 | Historias variopintas             | Guai! 169 al 175 i Super Zipi y Zape 85 al 87 |               |
| 19     | 1989 | Más Historias variopintas         | Super Zipi y Zape 81 al 84                    |               |

## Evolució estilística
A Mirlowe & Violeta es pot contemplar l'obra d'un Raf alliberat gairebé per complet de les imposicions editorials a les quals s'havia vist sotmès a Bruguera. Els diàlegs, en línia amb els arguments, es tornen més madurs i es dirigeixen clarament cap a un públic una mica més adult. El traç del seu dibuix es distorsiona lleugerament i denota certa rapidesa en l'acabat. La composició de la pàgina abandona la rigidesa de les quatre tires horitzontals i presenta unes vinyetes més grans repartides per la pàgina segons vagi disposant el desenvolupament de la pròpia història. A mesura que avancen els capítols aquests atributs s'accentuen, i els dibuixos van perdent detall fins a acabar gairebé esquematitzats en les últimes històries.